# Tholera clausa
Tholera clausa là một loài bướm đêm trong họ Noctuidae.